# 만주 건국 신화
만주족의 건국 신화는 중국 청나라의 지배층인 만주족의 건국에 대한 설화이다. 청나라 건륭제 때 편찬한 《만주원류고(滿洲源流考)》에 나온다. 만주족의 시조의 성은 아이신기오로(Aisin-Gioro, 愛新覺羅)이고, 이름은 부쿠리용숀(Bukūri Yongšon, 布庫哩雍順)으로서, 하늘의 선녀가 불후리(Bulhūri)라는 연못에서 목욕을 하다가 까치가 준 붉은 과일을 먹고 임신을 하였다고 한다. 백두산 동쪽의 오돌리 성(Odoli, 鄂多理城, 斡朶里, 吾都里, 斡朶怜)에 도읍을 정하고 만주(滿洲)라는 나라를 세웠다고 한다.

## 신화의 내용
《만주원류고》 제1권 부족편에는 《발상세기(發祥世紀)》라는 책을 인용하여 만주족이 아이신기오로(愛新覺羅)라는 성을 얻게 된 내력과 첫 나라인 만주(滿洲)를 건국한 과정에 대해 다음과 같이 기록되어 있다.

백두산의 동쪽에 부쿠리 산(Bukūri, 布庫哩山)이 있고, 그 산 기슭에 못이 있었는데 부쿠리 호(Bulhūri, 布庫哩湖)라고 하였다. 전설에 의하면 하늘에서 내려온 세 선녀가 그 못에서 목욕을 하는데 어떤 신작(神鵲, 까치)이 막내 선녀의 옷에 주과(朱果, 붉은 과일)를 물어다 놓았다. 막내 선녀는 그 주과를 입속에 물고 있다가 문득 뱃속으로 들어가 곧 임신을 했다. 뒤이어 사내 아이 하나를 낳았는데 태어나자마자 능히 말을 할 줄 알았으며 자태와 용모가 기이했다.

아이가 커가자 선녀는 주과를 삼키게 된 사연을 알려주고, 이내 그에게 아이신기오로(Aisin-Gioro, 愛新覺羅)라는 성씨를 내려주고, 이름은 부쿠리용숀(Bukūri Yongšon, 布庫哩雍順)이라고 하였으며, 그에게 작은 배를 내어 주고, 다시금 "하늘이 너를 태어나게 한 것은 어지러운 나라를 평정시키기 위한 것이니 어서 가서 나라를 다스리도록 하라."는 말을 남기고 선녀는 마침내 하늘로 올라갔다. 그리하여 배를 타고 흐르는 물길을 따라 내려가다가 어느 물가에 이르러 버드나무 가지와 쑥을 꺾어 깔개를 만들고 단정히 앉아서 때를 기다렸다.

그때 장백산의 동남쪽 오돌리(Odoli ,鄂謨輝)라는 지역에 삼성이라는 곳이 있어 서로 추장이 되겠다고 다투면서 날마다 싸움질을 하고 서로 적이 되어 죽이곤 하였다. 마침 어떤 사람이 물가로 물을 길러 갔다가 돌아와서 뭇사람들에게 다음과 같이 말했다. "여러분들은 싸우지 마세요. 제가 물가에 물을 길러 갔다가 어떤 사내아이가 있는 것을 보았는데, 그 모습을 살펴보니 범상한 사람이 아닌 성 싶었습니다. 하늘이 이런 사람을 허투루 태어나게 한 것 같지는 않습니다."라고 하였다. 여러 사람들이 모두 그 아이한테 가서 물으니 "나는 선녀의 소생으로 당신들의 혼란을 평정시키려고 합니다."라고 하면서 자기의 이름까지 여러 사람들에게 알려주었다. 뭇사람들은 "이 사람은 하늘이 낸 성인인데 그냥 걸어가게 할 수 없다."고 하면서 마침내 서로 손을 잡아 가마를 만들어 집까지 데리고 왔다.

삼성 사람들은 그를 임금으로 추대하기로 논의하고, 결국 자기 딸을 시집보내어 버일러(Beile, 貝勒)로 받들었다. 장백산 동쪽 오돌리 성(Odoli, 鄂多理城)에 살았으며, 나라 이름을 만주(滿洲)라 하였는데 나라의 터전을 맨 처음 열었던 곳이므로 국서를 가지고 이를 고증하고자 한다.

## 신화의 해석
만주족의 건국 신화는 대표적인 난생설화(卵生說話) 중 하나이다. 즉, 자신들의 건국 시조가 하늘에서 내려온 까치나 제비가 물어준 알에서 태어났다고 하는 설화이다.

## 같이 보기
- 만주족
- 아이신기오로 부쿠리용숀(愛新覺羅 布庫哩雍順)
- 《만주원류고(滿洲源流考)》